# Linha de inverno

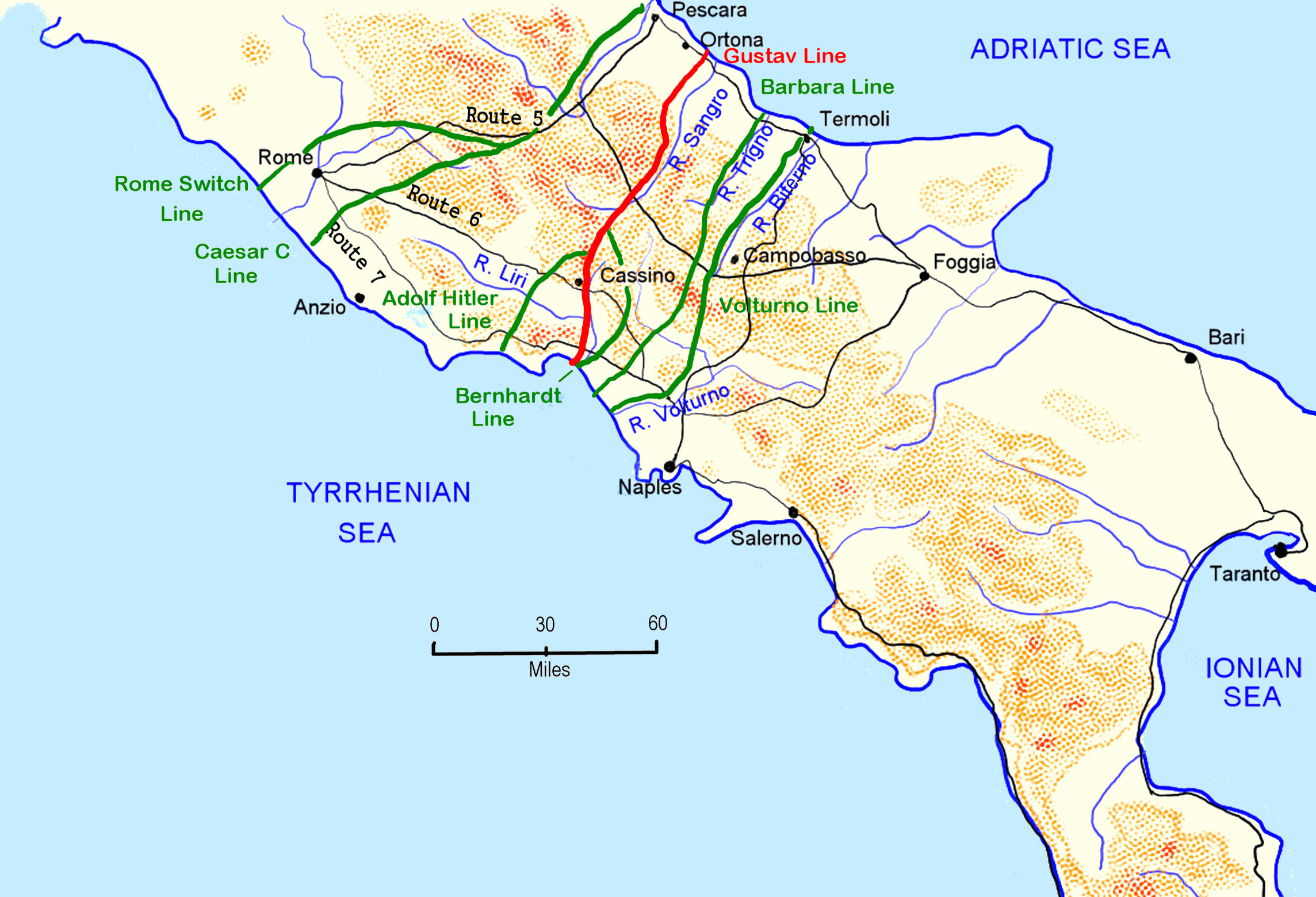
Linha defensiva Gustav

A linha de inverno  constituía-se de uma série de fortificações defensivas, construídas na Itália, durante a Segunda Guerra Mundial. Sua principal função era proteger o acesso a Roma, no caso de uma invasão aliada.
Foi uma das principais obras da Organização Todt. A principal linha fortificada era conhecida como linha Gustav, construída de costa a costa, desde o rio Garigliano até o Mar Tirreno, a oeste, e, através dos Apeninos até a foz do rio Sangro, na costa do Mar Adriático, a leste. Compunha-se de fortalezas e bunkers de concreto, linhas de arame farpado, torres de tiro e campos minados.
No lado ocidental do Apeninos, havia duas linhas subsidiárias:
- Linha de Bernhardt, na frente das posições principais da linha Gustav, protegendo possíveis desembarques em Nápoles e Salerno;
- Linha Hitler, localizada a cerca de 5 milhas à retaguarda, cuja função principal era conter possíveis desembarques em Anzio.

A linha Gustav era considerada a mais forte das linhas defensivas alemãs ao sul de Roma, defendida por 15 divisões de exército, sob o comando do general Albert Kesselring. No centro dessa linha, estava umas das principais rotas de acesso a Roma (Estrada 6), que seguia paralela ao rio Liri. Ancorando essa posição, estavam os Apeninos, com um ponto especialmente estratégico - a cidade de Cassino, onde se localizava a Abadia de Monte Cassino, e a partir da qual era possível controlar o acesso a todo o vale.
A partir de novembro de 1943 até maio de 1944, a região foi alvo de grandes combates, travados entre forças aliadas, que haviam desembarcado no sul da Itália, forças alemãs e italianas.